# 塔拉科查湖
19°44′30″S 65°36′52″W / 19.74167°S 65.61444°W
塔拉科查湖（T'ala Qucha），是玻利維亞的湖泊，位於該國西南部波托西省利纳雷斯县，處於哈通昆圖里里山東南面、查基科查山西南面、孔多里里山東北面，屬於安第斯山脈中波托西山脈的一部分。